# Complementaire munteenheid
Een complementaire munteenheid of complementaire valuta is een munteenheid die geen wettig betaalmiddel van een land, regio of streek is, of dit in het verleden was (zoals historische munteenheden), maar die wel als betaal- of ruilmiddel wordt gebruikt binnen een gemeenschap. Ze worden ook wel alternatieve munteenheden genoemd. Volledigheidshalve zijn in dit artikel ook de in (online) spellen gebruikte munteenheden opgenomen, ofwel vormen van speelgeld en geldsimulaties.

## Complementaire munteenheden
Alternatieve munten komen niet voor in de lijst van officiële munteenheden (de ISO-norm 4217). Zij worden of werden wel gebruikt als betaalmiddel; sommige lokaal of regionaal, andere wereldwijd. 
Er zijn verschillende indelingen van (complementaire) munteenheden. Onderstaande classificatie maakt een onderscheid op basis van het toepassingsgebied, universeel of beperkt, en het beheer centraal of participatief:
| Gebruik/beheer | Centraal                                | Participatief          |
| -------------- | --------------------------------------- | ---------------------- |
| Universeel     | Euro Dollar                             | Cryptomunten Bitcoin   |
| Beperkt        | Maaltijdcheques Airmiles Koolstoftokens | LETS Lokale munten WIR |

### Lokale munten
Deze munteenheden (soms ook alternatieve munten of gemeenschapsmunten genoemd) zijn een waarde-eenheid voor de verrekening en het ruilen van goederen en diensten in een lokaal ruilnetwerk. Voorbeelden zijn:
- Chiemgauer, een Duitse lokale munteenheid;
- RES, tot 2019 een alternatieve munt in België;[4]
- Torekes, een Gentse lokale sociale munt.[5]
- Buurtijd, een Berchemse lokale munt gelinkt aan tijd.[6]
- Florijn, een Nederlandse alternatieve munt.[7]

In België ondersteunen de Vlaamse en Franstalige gemeenschap de ontwikkeling van gemeenschapsmunten respectievelijk via een subsidie aan Muntuit en Financité.

### Cryptomunten
Er zijn vele cryptogeldvarianten die zijn afgeleid van het bitcoin-concept, die meest verschenen met variaties in de benaming (in het formaat "xx"-coin). Bitcoin heeft de grootste omzet en de meeste gebruikers; het was tevens de eerste in deze soort digitale munteenheden die werkelijk in circulatie kwam.

### Andere munteenheden

#### Virtuele euromunten
De volgende munteenheden waren een beperkte periode van belang: 
- ECU – De voorloper van de euro, was een virtuele munteenheid waarmee de uiteindelijke koers van de euro al voor invoering werd berekend. Hij gaf de virtuele waarde van de in te voeren euro weer.
- Eurodollar – Een virtuele munteenheid die gebruikt wordt om internationale wisseltransacties in uit te drukken.

#### Digital gold currencies (DGC)
Digital gold currencies zijn betaalvormen die zich baseren op de waarde van edelmetalen (met name goud). Men betaalt elkaar online in 'grammen goud'. Digitaal goud werd gezien als inflatiebestendiger dan gereguleerd geld, en wie meedeed kon dus goud in eigendom krijgen en ermee betalen. De waarde van het goud bepaalde de waarde van de transacties. Bijkomend voordeel van digitaal goud was dat het niet aan vaste gewichten gebonden was, zoals goudstaven of munten, maar digitaal in elke gewenste hoeveelheid verhandeld kon worden.
Bekende bedrijven zoals e-Bullion en e-Gold brachten dit op de markt. Beide bedrijven zijn sinds 2007 niet meer actief, nadat de wetten op witwassen rond 2008 strengen werden.

## Speelgeld en geldsimulaties
Dit zijn geldvormen die vooral binnen de context van een spel of website waarde hebben. Speelgeld is geen 'echt geld', maar wordt hier toch genoemd, omdat het soms ingewisseld kan worden tegen echt geld. Een gekend voorbeeld hiervan is het Monopolygeld – Bankbiljetten die slechts in het Monopolyspel worden gebruikt. De bank is geen echte bank, maar reguleert wel het speelgeld. 
Ook online worden speelmunten gebruikt. Een probleem hierbij is vaak het gold farmen, het gebruiken van online spellen om in de spellen verdiende munteenheden, waardevolle spullen of punten om te zetten in echt geld.